# Rajdoot
Rajdoot – indyjska marka motocykli i skuterów produkowanych przez firmę ESCORTS.

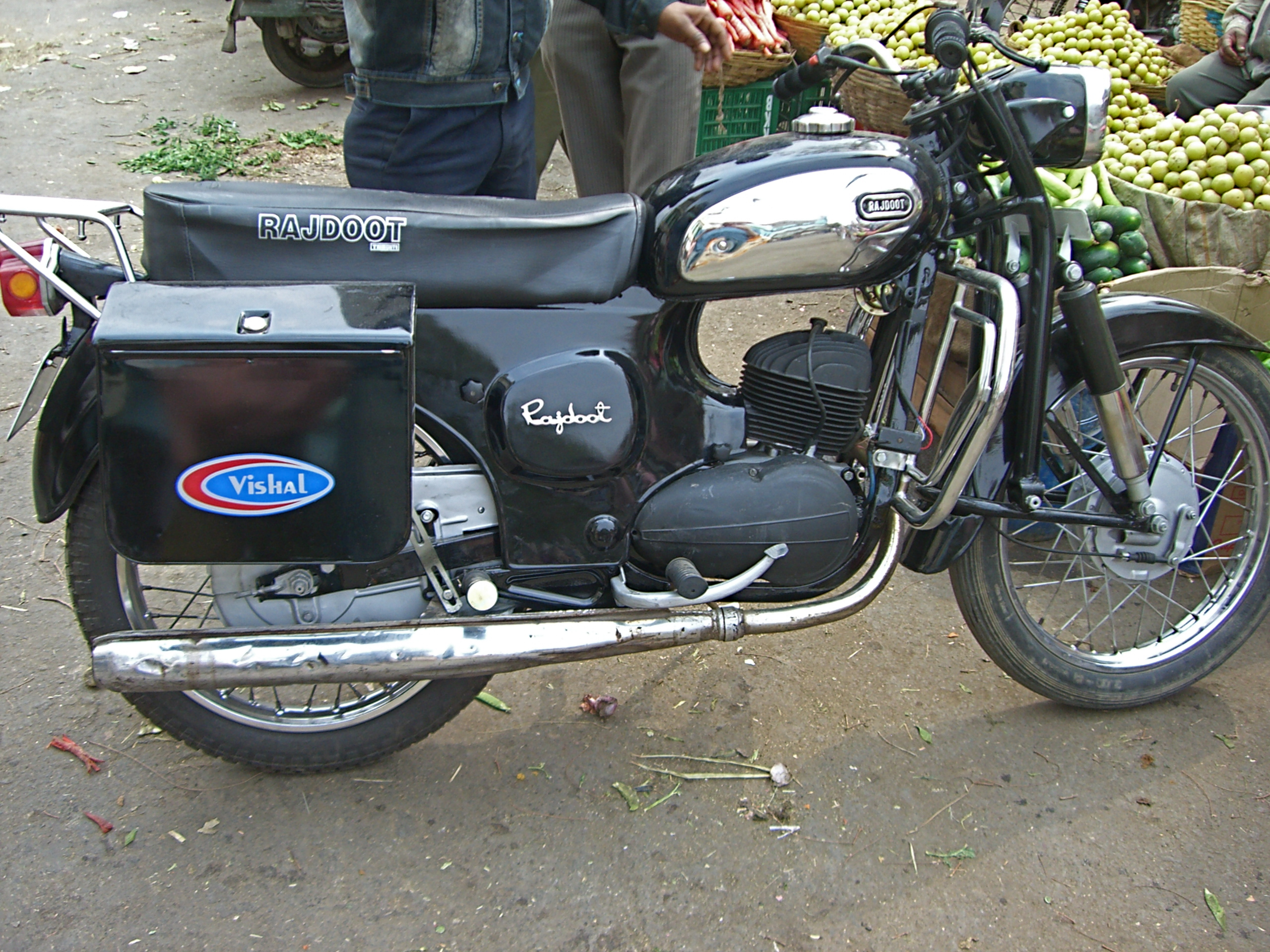
Rajdoot - licencyjna kopia polskiego SHL M11.